# 단트롤렌
단트롤렌 나트륨(Dantrolene sodium)은 골격근에 직접 작용하는 근이완제이다. Ca2+ 이온이 근소포체(sarcoplasmic reticulum)로부터 유리되는 것을 방해함으로써 근육 세포에서의 흥분과 수축의 연결(excitation-contraction coupling)을 차단하는데, 이는 근이 이완되게 한다. 따라서 이 약물은 중추신경이나 근신경접합부에 작용하는 것이 아니라 골격근에 직접 작용하여 근이완을 일으킨다. 경직 증상의 치료에 주로 쓰이고 드물게 악성고열증(malignant hyperthermia)에 쓰인다
대한민국에서는 경질캡슐제인 아노렉스 캡슐(25mg)과 주사제인 단트롤렌 주(20mg)가 유통되고 있다.

## 효능효과

### 캡슐제
식약처에서 골격근이완제로 분류하는 전문의약품이다. 대한민국에서는 아노렉스 캡슐(25mg)을 유영제약에서 제조하고 판매한다. 척추손상, 발작, 뇌성마비 또는 다발성경화증 등의 중증 만성 질환으로 인한 경직 증상의 치료에 주로 쓰이나, 류마티스 질환에는 사용하지 않는다.

### 주사제
식약처에서 따로 분류되지 않는 대사성 의약품으로 분류하는 전문의약품이며, 희귀의약품이다. Procter & Gamble Pharmaceuticals에서 제조하고 한국희귀의약품센터에서 수입한다. 악성고열증 위기를 가지고 있는 환자나 악성증후군 환자에게 사용한다.